# Свети Илия (Дойран)
Вижте пояснителната страница за други значения на Свети Илия.
„Свети Илия“ (на македонска литературна норма: „Свети Илија“) е възрожденска православна църква в град Дойран, Северна Македония. Част е от Струмишката епархия на Македонската православна църква – Охридска архиепископия.

## История
Църквата е изградена в 1848 година с доброволни дарения на дойранчани от мияшкия майстор Георги Новаков Джонгар. Построена е на висок хълм над Дойранското езеро. Църквата е катедрала на Поленинската епархия. Иконостасът е бил дело на видния резбар Димитър Станишев.
След създаването на Българската екзархия в 1870 година, българите в Дойран започват да се опитват да отнемат катедралата от малцинството гъркомани в града. След Младотурската революция в 1908 година, през лятото на 1910 година българският учител Борис Янишлиев заедно с Кирил Ив. Кироичов и Христо Папазов подема кампания за събиране на подписи на българите за доказване, че те са мнозинство над две трети повече от патриаршистите гъркомани и сърбомани и съгласно Закона за спорните черкви и училища трябва да получат църквата. Така през февруари 1911 година българите получават спорната църква и с помощта на каймакамина, тиквешки помак, съгражданин на архиерейския наместник Григорий Попдимитров, също от Тиквеш.
Заедно с целия град „Свети Илия“ е разрушена в 1916 година през Първата световна война, когато Дойран е на фронтовата линия. Запазена е апсидата и стените почти до сводовете.
В 2003 година започва реконструкция на катедралния храм.